# Macrosiphoniella kikungshana
Macrosiphoniella kikungshana är en insektsart. Macrosiphoniella kikungshana ingår i släktet Macrosiphoniella och familjen långrörsbladlöss. Inga underarter finns listade i Catalogue of Life.